# 烏斯季尼夫卡 (馬林區)
50°44′53″N 29°0′10″E / 50.74806°N 29.00278°E
烏斯季尼夫卡（烏克蘭語：Устинівка），是烏克蘭北部的村莊，隸屬日托米爾州的科羅斯滕區。該村始建於1802年，面積1.56平方公里，海拔高度165米，2001年人口206，人口密度每平方公里131.97人。